# Râul Cușma, Budușelu
Râul Cușma este un curs de apă, afluent al râului Budușelu. 

## Hărți
- Harta județului Bistrița